# La Créature de la mer hantée
 (mai 2020).
Si vous disposez d'ouvrages ou d'articles de référence ou si vous connaissez des sites web de qualité traitant du thème abordé ici, merci de compléter l'article en donnant les références utiles à sa vérifiabilité et en les liant à la section « Notes et références ».
Pour plus de détails, voir Fiche technique et Distribution.
La Créature de la mer hantée (Creature from the Haunted Sea) est un film américain réalisé par Roger Corman, sorti en 1961.
L'action se passe au moment de la prise du pouvoir par Fidel Castro à Cuba. L'agent secret américain XK150 est infiltré parmi des gangsters, dirigés par l'ancien mafieux Renzo Capetto. Ce dernier a proposé d'accompagner un groupe de soldats contre-révolutionnaires hors de Cuba avec un trésor de guerre. Les gangsters ont évidemment l'intention de garder le magot pour eux seuls. Dans ce but, ils organisent une mise en scène avec un faux monstre marin qui doit tuer les militaires. Néanmoins, une véritable créature marine commence à suivre le bateau et ses intentions ne sont pas pacifiques.
Il est classé dans la catégorie des comédies horrifiques et est considéré par certains comme un nanar ou un film de cinéma bis (qui reprendrait les concepts de L'Étrange Créature du lac noir). Le film est connu pour son monstre peu réaliste à l'allure plus comique que terrifiante, probablement de façon volontaire afin de caricaturer les films horrifiques de l'époque.

## Synopsis
Pendant la révolution cubaine, Renzo Capetto, joueur américain (joué par Anthony Carbone), profite des circonstances politiques locales pour mettre à exécution, avec son gang, un plan leur permettant de devenir riche rapidement : il utilise son yacht afin de venir en aide à un groupe de contre-révolutionnaires, dirigé par le général Totsada (Edmundo Rivera Alvarez) ; il s'agit de s’enfuir de Cuba avec le trésor national du pays afin d'aider à lancer une contre-révolution. Au cours de la traversé, Capetto compte naturellement tuer ses passager, afin de les détrousser de leur précieuse cargaison, constituée de lingots d’or.
Avant l’embarquement, l’agent secret américain XK150, utilisant le surnom de « Sparks Moran » (Edward Wain alias Robert Towne), infiltre le gang. Outre Capetto, ce dernier est composé de la petite amie blonde effrontée de Capetto, Mary-Belle Monahan (Betsy Jones-Moreland), de son frère cadet, Happy Jack (Robert Bean) et d'un lourdaud crédule, bon enfant et meurtrier, nommé Pete Peterson Junior (Beach Dickerson), qui a constamment des réactions animales.
Malheureusement, Sparks (par ailleurs narrateur omniscient de l'histoire) est un héros trop sûr de lui pour comprendre ce qui se passe en raison de sa propre incompétence et de son engouement désespéré complètement désintéressé pour Mary-Belle, qui considère ses tentatives de sauvetage avec un mépris amusé.
Pendant la traversée, Capetto à l’idée d’attribuer les futurs assassinats à la mythique « Créature de la mer hantée ». Il fait alors tuer les Cubains au fur et à mesure par ses hommes. Pour donner plus de crédit à son scénario, les meurtres sont réalisés avec des outils de jardinage en forme de griffes et un déboucheur de toilettes à ventouse utilisé avec un mélange d'huile d'olive et d'encre verte. L'ensemble donne normalement l'impression que la bête a laissé des griffures sur le corps avec une sorte de sang.
Cependant, Capetto ne sait pas qu'il existe réellement un monstre marin hirsute aux yeux globuleux (réalisés avec des balles de tennis) qui se cache dans les eaux où il vogue. Ce dernier commence d’ailleurs à se manifester après les meurtres, en attaquant les membres du gang.
Lorsque l'opération devient hors de contrôle, Capetto décide de couler son bateau dans trente pieds d'eau au large d'une petite île, pour récupérer l'or plus tard.
Néanmoins, des complications s'ensuivent lorsque les membres masculins de son gang commencent à tomber amoureux d’indigènes, Pete étant charmé par Porcina (Esther Sandoval), Jack par Mango (Sonia Noemí González) et la travailleuse locale Carmelita (Blanquita Romero) par Sparks.
Capetto et son gang plongent pour tenter de récupérer le butin, mais la créature les extermine un par un, sauf Sparks et Carmelita. Le film se termine avec une scène montrant la créature assise sur le trésor resté sous l'eau et se curant les dents avec bonheur. La créature éructe et des bulles montent avec les crédits.

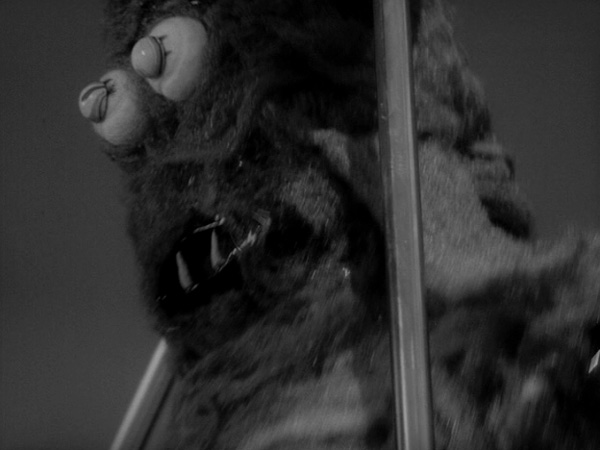
La créature.
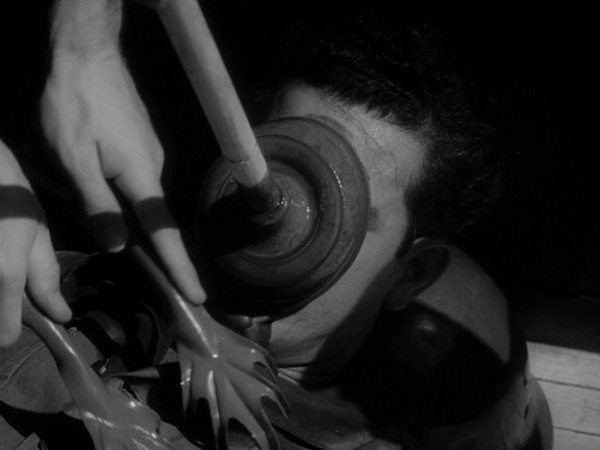
Simulation d'un meurtre de la créature.
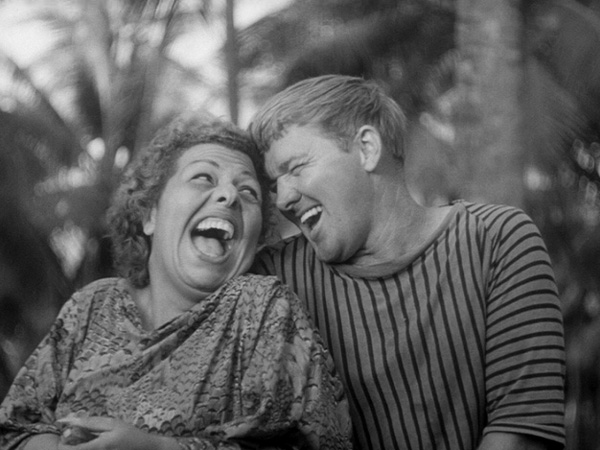
Pete et Porcina sur l'île.
- Le film noir et blanc.
- Version colorisée du film.

## Fiche technique
Sauf indication contraire, les informations mentionnées dans cette section peuvent être confirmées par la base de données cinématographiques IMDb,  présente dans la section « Liens externes ».
- Titre original : Creature from the Haunted Sea
- Titre français : La Créature de la mer hantée
- Réalisation : Roger Corman
- Scénario : Charles B. Griffith
- Musique : Fred Katz
- Maquillage : Brooke Wilkerson
- Costumes : Plage Dickerson
- Photographie : Jack Merquette
- Son : Roberto Velasquez
- Montage : Angela Scellars
- Production : Roger Corman
  - Production associée : Charles Hanawalt
- Société de production : Roger Corman Productions
- Sociétés de distribution : The Filmgroup (États-Unis, sortie originale) ; Astral Films  (Canada, sortie originale)
- Pays d'origine :  États-Unis
- Langue originale : anglais
- Format : noir et blanc - 35 mm - mono
- Genre : comédie horrifique
- Durée : 73 minutes
- Date de sortie :
  - États-Unis : juin 1961
  - France : (sortie DVD)

## Distribution
Sauf indication contraire, les informations mentionnées dans cette section peuvent être confirmées par la base de données cinématographiques IMDb,  présente dans la section « Liens externes ».
- Antony Carbone : Renzo Capetto
- Betsy Jones-Moreland : Mary-Belle Monahan
- Robert Towne : Sparks Moran / agent XK150 / narrateur
- Beach Dickerson : Pete
- Robert Bean : Happy Jack Monahan
- Edmondo Rivera Alvarez : le général Totsada
- Esther Sandoval : Porcina Perez
- Sonia Noemí González : Mango Perez
- Blanquita Romero : Carmelita Rodriguez
- Terry Nevin : colonel Cabeza Grande
- Jaclyn Hellman : agent XK-120
- Elisio Lopez : un Cubain
- Armando Rowra : un Cubain
- Tanner Hunt : un Cubain
- Kay Jennings : espionne au bar
- Richard Sinatra : l'homme au téléphone

## Accueil
Le critique de cinéma Cavett Binion a écrit : « Ce film de série B de Roger Corman & Co est un mélange vite-fait de thriller policier et de film de monstre, suffisamment satirique pour rendre son désordre général agréable ». Sur son site web Fantastic Movie Musings and Ramblings, Dave Sindelar a critiqué le scénario du film comme étant un « gâchis flou » en raison de sa structure et de son rythme médiocres ainsi que la mauvaise conception du monstre. TV Guide a décerné au film deux étoiles sur quatre, qualifiant le film de « divertissant ». Dennis Schwartz, de World Movie Reviews d'Ozus, évalue le film au niveau « D », le qualifiant de « pourri », donnant une vue d'ensemble de la comédie « juvénile » du film et de la conception du monstre. Le youtubeur Guillaume Roche (plus connu sous le pseudonyme de RaAaK) critique de manière humoristique le film en concluant : « Ce film, il est comme son monstre. Il est rigolo, mais il est super mou et ne trouve son intérêt que dans les cinq dernières minutes. »

## Autour du film
Un bref extrait du film apparait dans le générique de la série Malcolm In The Middle,.